# Ernst Zinner
Ernst Zinner, nemški astronom in zgodovinar astronomije, * 2. februar, 1886, Goldberg, Šlezija, † 30. avgust 1970, Planegg, Bavarska, Nemčija

## Življenjepis in delo
Po študiju v Münchnu je doktoriral na Univerzi v Jeni. Nato je deloval na Univerzi v Lundu in Parizu. Delal je tudi na Observatoriju Königstuhl v Heidelbergu. Nato je bil na observatoriju v Bambergu, kjer je tudi ponovno odkril komet 21P/Giacobini-Zinner, ki ga je že prej odkril Michel Giacobini (1873 – 1938). Največ se je posvečal spremenljivim zvezdam. Veliko se je ukvarjal tudi z renesančno astronomijo. Posebno so ga zanimale astronomske naprave
Njemu v čast so poimenovali krater na Luni.
Podelili so mu tudi častni doktorat Univerze v Frankfurtu.
Dobil je medaljo Pruske akademije znanosti.